# Helmut Recknagel
Helmut Recknagel (* 20. března 1937 Steinbach-Hallenberg) je bývalý východoněmecký skokan na lyžích. Na olympiádě ve Squaw Valley roku 1960 vyhrál závod na středním můstku. Stal se tak prvním neseverským vítězem skokanské olympijské soutěže. Na těchto olympijských hrách nereprezentoval Východní Německo, ale Sjednocený německý tým, složený jak ze zástupců východu, tak západu rozděleného Německa. Na těchto hrách byl také vlajkonošem spojené německé výpravy. Úspěšný byl i na lyžařských mistrovství světa, kde vybojoval zlato na šampionátu v Zakopaném roku 1962 na velkém můstku, a dvakrát zde bral bronz, ve zmíněném Zakopaném na středním můstku a navíc ještě v Lahti roku 1958 na velkém můstku. Třikrát se stal celkovým vítězem prestižního Turné čtyř můstků (1957–58, 1958–59, 1960–61). Roku 1962 byl vyhlášen východoněmeckým sportovcem roku. Po skončení závodní kariéry vystudoval veterinární medicínu, doktorát získal v roce 1973. Poté pracoval jako veterinář specializující se na hygienu potravin, ale zůstal i blízko sportu, působil jako skokanský rozhodčí a v letech 1970 až 1990 byl osobním členem Národního olympijského výboru NDR.